# Deracantha szelegiewiczi
Deracantha szelegiewiczi är en insektsart som beskrevs av Władysław Bazyluk 1970. Deracantha szelegiewiczi ingår i släktet Deracantha och familjen vårtbitare. Inga underarter finns listade i Catalogue of Life.